# Самуел Штефаник
Самуел Штефаник (швед. Samuel Štefánik, нар. 16 листопада 1991, Бановце над Бебравоу, Словаччина) — словацький футболіст, центральний півзахисник польського клубу «Термаліка Брук-Бет». Колишній гравець національної збірної Словаччини.

## Клубна кар'єра
Ігрову кар'єру Самуел Штефаник починав у клубі «Тренчин», де з 2010 року його почали залучати до першої команди. У 2013 році футболіст підписав чотирирічний контракт з нідерландським клубом НЕК «Неймеген». І в першому ж матчі за нову команду Штефаник відмітився дублем у ворота суперника.
Але за рік футболіст повернувся до Словаччини, де приєднався до столичного клубу «Слован». У січні 2016 року Штефаник відправився в оренду у польський «Подбескідзе». В кінці сезону після завершення терміну оренди, футболіст підписав з повноцінний контракт з іншим польським клубом - «Термаліка Брук-Бет». Разом з «Термалікою» Штефаник вилітав з Екстракласи. Та згодом знову повернувся до еліти польського чемпіонату.

## Збірна
Влітку 2013 року Самуел Штефаник отримав перший виклик до лав національної збірної Словаччини. Загалом у складі збірної Штефаник провів два матчі.

## Титули і досягнення
- Володар Кубка Словаччини (1):

«Спартак» (Трнава): 2022–23